# Oración subordinada sustantiva de objeto directo
Las oraciones subordinadas sustantivas de objeto directo son aquellas en las que entre las proposiciones subordinadas se establece  una relación de dependencia sintáctica, en este caso, la proposición subordinada desempeña la función de objeto directo dentro de la proposición principal.
Ejemplo de oraciones subordinadas sustantivas de objeto directo en español:
- "Me dijo que llamaría a mi madre"

Sintagma nominal (SN) Sujeto elíptico: "(él)"
 Sintagma verbal (SV) Predicado: "me dijo que llamaría a mi madre" donde el núcleo es "dijo"; el objeto indirecto es "me"; y el objeto directo es la proposición subordinada ("que llamaría a mi madre") en la que el nexo es la conjunción "que" y el SN sujeto es "(él)", el SN predicado tiene como núcleo "llamaría" y como objeto indirecto "a mi madre", siendo "a" el enlace, "mi" determinante, y "madre" el núcleo.
- "Quiero que te vayas al supermercado"

Sintagma nominal (SN) Sujeto elíptico: "(yo)"
 Sintagma verbal (SV) Predicado: "Quiero que te vayas al supermercado" donde el núcleo es "quiero" y el objeto directo es la proposición subordinada ("que te vayas al supermercado") en la que el nexo es la conjunción "que", el SN sujeto es "(tú)", el SN predicado tiene como núcleo "vayas", como objeto indirecto "te" y como Complemento circunstancial de lugar "al supermercado", siendo "al" el enlace y "supermercado" el núcleo.
- "Me pidió que la acompañase a casa"

Sintagma nominal (SN) Sujeto elíptico: "(él)"
 Sintagma verbal (SV) Predicado: "me pidió que la acompañase a casa" donde el núcleo es "pidió"; el objeto indirecto es "me"; y el objeto directo es la proposición subordinada ("que la acompañase a casa") en la que el nexo es la conjunción "que" y el SN sujeto es "(él)", el SN predicado tiene como núcleo "acompañase", como objeto directo "la" y como  Complemento circunstancial de lugar "a casa", siendo "a" el enlace y "casa" el núcleo.
Para reconocer una oración subordinada sustantiva, tengo que poder sustituir por un pronombre o un nombre:
- "Me dijo que llamaría a mi madre": Me dijo "eso"
- "Quiero que te vayas al supermercado": Quiero "eso"
- "Me pidió que la acompañase a casa": Me pidió "eso"

- Datos: Q6051771